# 阿福讲白搭
阿福讲白搭为台州电视台文化生活频道2006年2月15日开始创办的新闻栏目，以黄岩话讲解，主持人为阿福（马占胜）和小应（应黎媛）。
2013年以前，《阿福讲白搭》以新闻和新闻评论为主。面对方言节目收视率普遍下降的态势，以及方言节目禁令对收视率的影响，为了体现文化特色，增强节目的趣味，《阿福讲白搭》在2013年后推出了两个新版块：《老娘舅讲案》和《台州人讲台州话》。